# Linden, Texas
Linden är administrativ huvudort i Cass County i Texas. Enligt 2010 års folkräkning hade Linden 1 988 invånare.